# Phaeochroops maruyamai
Phaeochroops maruyamai là một loài bọ cánh cứng trong họ Hybosoridae. Loài này được Nishikawa miêu tả khoa học năm 1989.